# Куала Лумпур
Куала Лумпур (малајс. Kuala Lumpur) је главни и највећи град Малезије. Налази се 35 km источно од западне обале Малајског полуострва. Број становника према подацима из 2024. године је 2.075.600 милиона.
Град је основао малајски раџа Абдула 1857. Територија града има посебан статус у Малезији, а са свих страна је окружена државом Селангор из које је издвојена 1974.

## Географија
Куала Лумпур је смештен у централном делу једне од 13 федералних држава Малезије Селангор. Године 1974. Куала Лумпур је одвојен од те територије и постао је самостална територија којом управља директно федерална влада као и острвом Лабуан и административном престоницом Путраџајом. Његова локација унутар најразвијеније државе западне обале полуострвског дела Малезије, која има ширу равну област него источна обала, допринела је његовом релативно бржем развоју у односу на друге градове у Малезији. Територија Куала Лумпура се простире на површини од 243 km², са просечном надморском висином од 81,95 m (268,9 ft).
Куала Лумпур се налази у југозападном делу Малезије. Првобитно се развио у долини Кланг и његов центар се налази на ушћу реке Кланг и реке Гомбак 45 km од мора. На источном ободу долине се налази планина Титивангса. Терен на коме се налази град је релативно раван са просечном надморском висином од 81,95 m, а повољан географски положај је ишао у прилог брзом расту агломерације на крају XX и почетку XXI веку. Градска агломерација се простире и изван граница административне територије на простору федералне државе Селангор. Урбано ширење је пратило инфраструктурне правце - путеве и трасе јавног превоза као што је лаки шински транспорт. На западу се градско подручје простире до луке Кланг која се налази на обали Малајског мореуза.

### Клима
Заштићен Титивангса ланцем на истоку и индонезијским острвом Суматра на западу, Куала Лумпур није на удару јаких ветрова и има тропску климу кишних шума (Кепенова класификација Af), која је топла и сунчана, са изобиљем кише, посебно током североисточне монсунске сезоне од октобра до марта. Температура је углавном константна. Максим је између 32 и 35 °C, и понекад досеже 40 °C (104,0 °F), док је минимум између 23,4 и 24,6 °C и никад не пада испод 14,4 °C (57,9 °F). Куала Лумпур типично прима најмање 2.600 mm (100 in) кише годишње. Јун и јул су релативно суви, мада чак и тада кишне падавине типично премашују 131 mm (5,2 in) месечно.
Поплаве су честа појава у Куала Лумпуру након тешких падавина, а посебно у градском центру, јер структурна иригација заостаје за интензивним развојем града. Дим шумских пожара оближње Суматре понекад ствара сумаглицу над овим регионом. То је један од највећих извора загађења у граду, заједно са отвореним сагоревањем, емисијом моторних возила и грађевинским радовима.
| Клима Куала Лумпура                        | Клима Куала Лумпура | Клима Куала Лумпура | Клима Куала Лумпура | Клима Куала Лумпура | Клима Куала Лумпура | Клима Куала Лумпура | Клима Куала Лумпура | Клима Куала Лумпура | Клима Куала Лумпура | Клима Куала Лумпура | Клима Куала Лумпура | Клима Куала Лумпура | Клима Куала Лумпура |
| Показатељ \ Месец                          | .Јан.               | .Феб.               | .Мар.               | .Апр.               | .Мај.               | .Јун.               | .Јул.               | .Авг.               | .Сеп.               | .Окт.               | .Нов.               | .Дец.               | .Год.               |
| ------------------------------------------ | ------------------- | ------------------- | ------------------- | ------------------- | ------------------- | ------------------- | ------------------- | ------------------- | ------------------- | ------------------- | ------------------- | ------------------- | ------------------- |
| Апсолутни максимум, °C (°F)                | 38,0 (100,4)        | 36,2 (97,2)         | 36,7 (98,1)         | 37,2 (99)           | 38,5 (101,3)        | 36,6 (97,9)         | 36,3 (97,3)         | 38,0 (100,4)        | 35,8 (96,4)         | 37,0 (98,6)         | 36,0 (96,8)         | 35,5 (95,9)         | 38,5 (101,3)        |
| Максимум, °C (°F)                          | 32,0 (89,6)         | 32,8 (91)           | 33,1 (91,6)         | 33,1 (91,6)         | 33,0 (91,4)         | 32,8 (91)           | 32,8 (91)           | 32,3 (90,1)         | 32,1 (89,8)         | 32,0 (89,6)         | 31,7 (89,1)         | 31,5 (88,7)         | 32,4 (90,3)         |
| Просек, °C (°F)                            | 27,7 (81,9)         | 28,2 (82,8)         | 28,6 (83,5)         | 28,7 (83,7)         | 28,8 (83,8)         | 28,6 (83,5)         | 28,1 (82,6)         | 28,1 (82,6)         | 28,0 (82,4)         | 28,0 (82,4)         | 27,8 (82)           | 27,6 (81,7)         | 28,2 (82,8)         |
| Минимум, °C (°F)                           | 23,4 (74,1)         | 23,6 (74,5)         | 24,0 (75,2)         | 24,3 (75,7)         | 24,6 (76,3)         | 24,3 (75,7)         | 23,8 (74,8)         | 23,9 (75)           | 23,8 (74,8)         | 24,0 (75,2)         | 23,8 (74,8)         | 23,6 (74,5)         | 23,9 (75)           |
| Апсолутни минимум, °C (°F)                 | 17,8 (64)           | 18,0 (64,4)         | 18,9 (66)           | 20,6 (69,1)         | 20,5 (68,9)         | 19,1 (66,4)         | 20,1 (68,2)         | 20,0 (68)           | 21,0 (69,8)         | 20,0 (68)           | 20,7 (69,3)         | 19,0 (66,2)         | 17,8 (64)           |
| Количина падавина, mm (in)                 | 193 (7,6)           | 198 (7,8)           | 257 (10,12)         | 290 (11,42)         | 197 (7,76)          | 131 (5,16)          | 148 (5,83)          | 162 (6,38)          | 214 (8,43)          | 265 (10,43)         | 321 (12,64)         | 252 (9,92)          | 2,628 (103,49)      |
| Дани са кишом                              | 17                  | 17                  | 19                  | 20                  | 18                  | 14                  | 16                  | 16                  | 19                  | 21                  | 24                  | 22                  | 223                 |
| Релативна влажност, %                      | 80                  | 80                  | 80                  | 82                  | 81                  | 80                  | 79                  | 79                  | 81                  | 82                  | 84                  | 83                  | 81                  |
| Сунчани сати — месечни просек              | 185,0               | 192,4               | 207,9               | 198,8               | 206,8               | 194,4               | 200,2               | 189,0               | 163,8               | 169,1               | 152,3               | 162,6               | 2.222,3             |
| Извор #1: Pogodaiklimat.ru                 |                     |                     |                     |                     |                     |                     |                     |                     |                     |                     |                     |                     |                     |
| Извор #2: NOAA (sunshine hours, 1961–1990) |                     |                     |                     |                     |                     |                     |                     |                     |                     |                     |                     |                     |                     |

| Климатски подаци за Куала Лумпур   | Климатски подаци за Куала Лумпур | Климатски подаци за Куала Лумпур | Климатски подаци за Куала Лумпур | Климатски подаци за Куала Лумпур | Климатски подаци за Куала Лумпур | Климатски подаци за Куала Лумпур | Климатски подаци за Куала Лумпур | Климатски подаци за Куала Лумпур | Климатски подаци за Куала Лумпур | Климатски подаци за Куала Лумпур | Климатски подаци за Куала Лумпур | Климатски подаци за Куала Лумпур | Климатски подаци за Куала Лумпур |
| Месец                              | Јан                              | Феб                              | Мар                              | Апр                              | Мај                              | Јун                              | Јул                              | Авг                              | Сеп                              | Окт                              | Нов                              | Дец                              | Година                           |
| ---------------------------------- | -------------------------------- | -------------------------------- | -------------------------------- | -------------------------------- | -------------------------------- | -------------------------------- | -------------------------------- | -------------------------------- | -------------------------------- | -------------------------------- | -------------------------------- | -------------------------------- | -------------------------------- |
| Просечни дневни број сунчаних сати | 12.0                             | 12.0                             | 12.0                             | 12.0                             | 12.0                             | 12.0                             | 12.0                             | 12.0                             | 12.0                             | 12.0                             | 12.0                             | 12.0                             | 12.0                             |
| Просечни Ултравиолетни индекс      | 11+                              | 11+                              | 11+                              | 11+                              | 11+                              | 11+                              | 11+                              | 11+                              | 11+                              | 11+                              | 11+                              | 11+                              | 11                               |
| Извор: Временски атлас             |                                  |                                  |                                  |                                  |                                  |                                  |                                  |                                  |                                  |                                  |                                  |                                  |                                  |

## Становништво
| 2010.     |
| --------- |
| 1.588.750 |

Већина становника свој град зове скраћено КЛ. У овој живој метрополи сусрећу се бројне културе; у граду постоје џамије, цркве, кинеске пагоде и индијски храмови.
Етнички састав становништва је: 52% Кинези, 39% Малајци, 6% Индијци. Услед развијене економије у граду станују и многи досељени радници из целе југоисточне и источне Азије. Становништво по религијама: будисти (40,8%), муслимани (40,6%), хришћани (8,7%), хиндуисти (5,2%).

## Архитектура
Поред делова града у стилу архитектуре позног 19. века, Куала Лумпур је познат по својој модерној архитектури облакодера, нарочито у банкарској четврти. Куле Петронас су високе 452 метра, и по томе су једна од највиших грађевина на свету.

## Привреда

### Саобраћај
Град је повезан ауто-путем са Сингапуром на југу и Пенангом на северу, одакле пут даље води ка Тајланду. Са њим се укршта ауто-пут исток-запад. Пошто је Куала Лумпур релативно млад град, његове комуникације су веома савремене за азијске услове. Главни вид транспорта су аутомобили, док постоје и 4 линије градске железнице.
Куала Лумпур има 2 аеродрома: Међународни аеродром Куала Лумпур и Међуародни аеродром Султан Абдул Азиз Шах (раније се звао Међународни аеродром Субанг). Овај други аеродром опслужује само турбопропелерске и приватне авионе. Међународни аеродром Куала Лумпур је највећи путнички и карго аеродром у Малезији. Са центром града повезан је железницом (КЛИА експрес), аутопутевима и аутобуским линијама. У садашњој фази, капацитет му је 35 милиона путника и 1,2 милион тона робе годишње.
У Куала Лумпуру се вози трка за Велику награду Малезије Формуле 1 (стаза Сепанг).

## Партнерски градови
- Мешхед[28]
- Карачи[29]
- Исфахан[30]
- Пјонгјанг
- Анкара[31][32]
- Шираз[33]
- Лондон
- Дубаи[34]
- Њу Делхи
- Делхи
- Џакарта
- Казабланка
- Malacca City[35]
- Ченај[36]